# FG Dannstadt
Die FG Dannstadt ist ein deutscher Fußballverein mit Sitz in der rheinland-pfälzischen Ortsgemeinde Dannstadt-Schauernheim innerhalb der gleichnamigen Verbandsgemeinde im Rhein-Pfalz-Kreis.

## Geschichte

### Zeit in der 1. Amateurliga
Zur Saison 1963/64 gelingt der ersten Mannschaft der Aufstieg in die zu dieser Zeit drittklassigen 1. Amateurliga Südwest. Mit 33:39 Punkten landet der Verein nach dieser Saison auf dem 14. Platz. Jedoch gelingt hier dann nie eine einstellige Tabellenplatzierung am Ende einer Spielzeit. Nach der Saison 1965/66 muss man die Liga mit 11:57 Punkten über den 18. und damit letzten Platz dann auch schon wieder in Richtung 2. Amateurliga verlassen.

### Heutige Zeit
In der Saison 2004/05 spielte der Verein in der Kreisliga Speyer und belegte dort mit 46 Punkten den fünften Platz. Aus dieser Spielklasse wurde zur Saison 2010/11 dann die Kreisliga Rhein-Mittelhaardt. Mit 72 Punkten gelingt hier dann die Meisterschaft und damit der Aufstieg in die Bezirksklasse, aus welcher man bereits nach einer Saison jedoch auch gleich wieder absteigen sollte. Aus der Kreisliga wurde dann mittlerweile die B-Klasse, am Ende der Saison 2013/14 verpasste man hier dann auch den direkten Wiederaufstieg. Zur Saison 2017/18 schloss sich der Verein dann mit der SpVgg 1951 Rödersheim zur SG Dannstadt/Rödersheim zusammen. Eine Veränderung der Spielklasse gab es dabei nicht, da die SpVgg bedingt durch die Vorsaison ebenfalls in die B-Klasse abgestiegen war. Somit spielt der Verein in dieser Konstellation bis heute in der B-Klasse.